# Język kuvi
Język kuvi – język drawidyjski używany przez ok. 176 tys. osób (2001). Jego użytkownicy zamieszkują głównie w stanach Orisa i Andhra Pradesh we wschodnich Indiach.
Klasyfikowany jest bądź w grupie południowo-centralnej języków drawidyjskich (Ethnologue), wraz z np. telugu, bądź (w nieco starszej literaturze) w osobnej tzw. podrodzinie gondwańskiej (Majewicz).
Ethnologue wyróżnia trzy dialekty (laxmipur, rayagada, dongria khond).
Potencjalnie zagrożony wymarciem.
Zapisywany jest pismem orija. 